# Centrale éolienne de Lamu
 (2020).
La  Centrale éolienne de Lamu  (en langue anglaise : Lamu Wind Power Station ou encore Lamu Wind Farm), est un projet de  centrale éolienne (90 MW) au Kenya.

## Emplacement
La centrale serait située dans le village de Baharini, près de la ville de Mpeketoni, dans le comté de Lamu, à environ 20 km à l'ouest  de Port Lamu à environ 667 km au sud-est de Nairobi, la capitale du Kenya.
Le plan prévoit la construction de 38 turbines sur un terrain de 1 297 ha. Le projet prévoit le déplacement de plus de 600 familles, qui seront indemnisées pour déménager.

## Aperçu historique
Dans le cadre des efforts visant à diversifier les sources d'énergie au Kenya, Kenwinds Holdings, une entreprise privée, prévoit de réaliser un parc éolien de 90 MW sur la côte kenyane, dans la division Mpeketoni  dans le comté de Lamu. La station éolienne composée de 38 éoliennes sera installée sur une superficie de 1 295 ha de terrain. L'électricité  générée sera transportée de Lamu à Rabai par une ligne électrique 220 kV  sur 323 km  et injectée dans le réseau national.

## Partenaires
La centrale sera la propriété de Kenwind Holdings Limited, une société kenyane filiale d'  Electrawinds, une société belge, qui collabore au projet. La Société financière internationale, succursale de la Banque mondiale fournit une partie du financement budgétisé de 235 millions de dollars américains.

## Litige foncier
En mars 2017, Cordisons International Limited, un développeur américain d'énergie éolienne conteste devant la justice le droit de Kenwind Holdings Limited sur 11 000 acres  de terrain. La demande est rejetée par le tribunal et en mai 2018, Kenwind Holdings Limited conserve ses droits sur le projet de centrale.

## Développements récents
En février 2020, les développeurs du projet signent l'accord du marché de fourniture électrique sur 20 ans avec Kenya Power and Lighting Company, le monopole kenian de transport et de la distribution d'électricité du pays. L'électricité devrait coûter 0,07 USD par kilowatt-heure (kWh).